# 263年
| 千纪： | 1千纪                                                                                           |
| 世纪： | 2世纪 \| 3世纪 \| 4世纪                                                                         |
| 年代： | 230年代 \| 240年代 \| 250年代 \| 260年代 \| 270年代 \| 280年代 \| 290年代                       |
| 年份： | 258年 \| 259年 \| 260年 \| 261年 \| 262年 \| 263年 \| 264年 \| 265年 \| 266年 \| 267年 \| 268年 |
| 纪年： | 癸未年（羊年）；曹魏景元四年；蜀汉景耀六年，炎兴元年；东吴永安六年                              |

## 大事记
- 中国
  - 五月，東吳交阯太守孫諝手下的郡吏呂興帶頭殺掉孫諝和鄧荀起事，佔據交阯郡，交阯南面的九真、日南兩郡也響應，該事件持續了近十年之久，波及交州、廣州多地，直至271年才被平定，吳國稱這一事件為「交阯之亂」。
  - 12月——三國曹魏成功消灭蜀汉。
  - 刘徽使用割圆术计算圆周率为3.14。

## 各国领袖

### 亞洲
- 中國（三国）
  - 蜀漢皇帝：后主刘禅（223年－263年）
  - 曹魏皇帝：魏元帝曹奂（260年－265年）
    - 曹魏大將軍、录尚书事司马昭（255年－264年）

  - 孙吴皇帝：吴景帝孙休（258年－264年）
- 拓跋部 - 拓跋力微, 鲜卑大人（219年－277年）
- 日本- 神功皇后（攝政，200年－270年）
- 朝鲜半岛（朝鲜三国时代）
  - 百济 - 古尔王，百济王 （234年－286年）
  - 伽耶 - 麻品王，伽耶君主（259年－291年）
  - 高句丽 - 中川王，高句丽王（248年－270年）
  - 新罗 - 味邹尼師今，新罗王（262年－284年）
- 亚美尼亚- 梯里达底三世，亚美尼亚王（252年－287年）
- 伊比利亚 - 
  - 米尔达特二世，伊比利亚国王（249年－265年）
  - Amazasp三世，伊比利亚国王（260年－265年）
- 贵霜帝国 - 婆什色迦（英语：Vāsishka），贵霜君主（240年－265年）
- 巴克特里亞与健馱邏國- Peroz一世（250年－265年）
- 波斯萨珊王朝 - 沙普尔一世，波斯国王（241年－272年）
- 印度笈多王朝 - 室利笈多（英语：Gupta (king)），笈多国王（240年－280年）
- 泰米尔哲罗王朝 - Perumkadungo（257年－287年）
- 西薩特拉普王朝- Rudrasen二世（256年－278年）

### 欧洲
- 罗马帝国 - 
  - 加里恩努斯，罗马皇帝（253年－268年）
  - 奥登纳图斯，东方（巴尔米拉）总督（258年－267年）
- 高卢帝国 - 波斯杜穆斯（260年－268年）

### 非洲
- 库施王朝 - Teqorideamani，（246年－266年）

## 出生
- 嵇含，西晉文學家和植物學家。

## 逝世
- 高柔，曹魏官吏，封安國侯（173年出生，90岁）。
- 嵇康，曹魏官吏，竹林七賢之一（223年出生，40岁）。
- 阮籍，曹魏官吏，竹林七賢之一（210年出生，53岁）
- 許儀，曹魏將領，許褚之子。
- 劉諶，蜀漢後主劉禪之子，封北地王。
- 诸葛瞻，蜀汉重要官吏,諸葛亮之子（227年出生，36岁）。
- 諸葛尚，諸葛瞻之子，蜀漢將領（245年出生，18岁）。
- 黃崇，黃權之子，蜀漢官吏。
- 張遵，蜀汉官吏。
- 李球，李恢侄子，蜀漢官吏。